# Stephanie Grundsøe
Stephanie Laura Scurrah Grundsøe (27 de enero de 2000) es una deportista danesa que compite en tiro, en la modalidad de rifle.
Ganó una medalla de plata en el Campeonato Mundial de Tiro de 2022 y una medalla de bronce en el Campeonato Europeo de Tiro de 2022.

## Palmarés internacional
| Campeonato Mundial | Campeonato Mundial  | Campeonato Mundial | Campeonato Mundial            |
| Año                | Lugar               | Medalla            | Prueba                        |
| ------------------ | ------------------- | ------------------ | ----------------------------- |
| 2022               | El Cairo (Egipto)   | Medalla de plata   | Rifle 3 posiciones 50 m mixto |
| Campeonato Europeo |                     |                    |                               |
| Año                | Lugar               | Medalla            | Prueba                        |
| 2022               | Breslavia (Polonia) | Medalla de bronce  | Rifle 3 posiciones 50 m mixto |